# Premio Planeta
Il premio Planeta è un premio letterario spagnolo, conferito a partire dal 1952 dalla casa editrice Planeta a un romanzo scritto in spagnolo. Fu creato da José Manuel Lara. Finanziariamente, è il premio letterario più cospicuo, superando il Premio Nobel, con un assegno di € 1.000.000 per il vincitore. Dal 1974 c'è anche  un premio per il secondo classificato, che ora ammonta a € 200.000.
Negli ultimi anni la sua credibilità è stata posta in discussione, poiché spesso il primo premio è appannaggio di autori pubblicati da Planeta e il secondo premio di autori minori. Il premio è stato rifiutato da Miguel Delibes ed Ernesto Sabato, entrambi autori pubblicati da Planeta. Nel 2005, un tribunale argentino multò Planeta per 10.000 pesos, dopo aver rilevato una frode nella premiazione della versione  argentina del premio Ricardo Piglia nel 1997. Mentre i manoscritti sono sottoposti con uno pseudonimo, non è inusuale che i nomi dei vincitori trapelino con giorni o settimane di anticipo sull'annuncio ufficiale.

## Elenco dei vincitori
I vincitori sono elencati per primi, seguiti dai secondi classificati.

### Anni 1952-1959
- 1952: En la noche no hay caminos di Juan José Mira
  - Tierra de promisión di Severino Fernández
- 1953: Una casa con goteras di Santiago Lorén
  - Otros son los caminos di Antonio Ortiz Muñoz
- 1954: Piccolo teatro (Pequeño teatro) di Ana María Matute
  - El fulgor y la sangre di Ignacio Aldecoa
- 1955: Tres pisadas de hombre di Antonio Prieto
  - Carretera intermedia di Mercedes Salisachs
- 1956: El desconocido di Carmen Kurtz
  - A fuego lento di Raúl Grien
- 1957: La paz empieza nunca di Emilio Romero
  - Siete puertas di Elisa Brufal
- 1958: Pasos sin huellas di Fernando Bermúdez de Castro
  - La ciudad amarilla di Julio Manegat
- 1959: La noche di Andrés Bosch
  - El grito de la paloma di José María Castillo

### Anni 1960-1969
- 1960: El atentado di Tomás Salvador
  - El borrador di Manuel San Martín
- 1961: La mujer de otro di Torcuato Luca de Tena
  - La oración del diablo di Andrés Avelino Artís
- 1962: Se enciende y apaga una luz di Ángel Vázquez
  - El pozo de los monos di Juan Antonio Usera
- 1963: El cacique di Luis Romero Pérez
  - El santo y el demonio di Víctor Chamorro
- 1964: Las hogueras di Concha Alós
  - El adúltero y el dios di Vizarco
- 1965: Equipaje de amor para la tierra di Rodrigo Rubio
  - Spanish Show di Julio Manegat
- 1966: A tientas y a ciegas di Marta Portal
  - Stress di Santiago Moncada
- 1967: Las últimas banderas di Ángel María de Lera
  - Tiempo de morir di Eugenio Juan Zappietro
- 1968: Con la noche a cuestas di Manuel Ferrand
  - No hay aceras di Pedro Entenza
- 1969: En la vida de Ignacio Morel di Ramón J. Sender
  - Rulli di tamburo per Rancas (Redoble por rancas) di Manuel Scorza

### Anni 1970-1979
- 1970: La cruz invertida di Marcos Aguinis
  - Retrato de una bruja di Luis de Castresana
- 1971: Condenados a vivir di José Maria Gironella
  - Seno di Ramiro Pinilla
- 1972: La cárcel di Jesús Zárate
  - El sitio de nadie di Hilda Perera
- 1973: Azaña di Carlos Rojas
  - Adagio confidencial di Mercedes Salisachs
- 1974: Icaria, Icaria... di Xavier Benguerel
  - Gran café di Pedro de Lorenzo
- 1975: La gangrena di Mercedes Salisachs
  - El pájaro africano di Víctor Alba
- 1976: En el día de hoy di Jesús Torbado
  - La buena muerte di Alfonso Grosso
- 1977: Autobiografia di Federico Sanchez (Autobiografía de Federico Sánchez) di Jorge Semprún
  - Divorcio para una virgen rota di Ángel Palomino
- 1978: La muchacha de las bragas de oro di Juan Marsé
  - Los invitados di Alfonso Grosso
- 1979: I mari del sud (Los mares del Sur) di Manuel Vázquez Montalbán
  - Las mil noches de Hortensia Romero di Fernando Quiñones

### Anni 1980-1989
- 1980: Volavérunt di Antonio Larreta
  - El aire de un crimen di Juan Benet
- 1981: Y Dios en la última playa di Cristóbal Zaragoza
  - Llegará tarde a Hendaya di José María del Val
- 1982: Jaque a la Dama di Jesús Fernández Santos
  - La conspiración del Golfo di Fernando Schwartz
- 1983: La guerra del general Escobar di José Luis Olaizola
  - La canción del pirata di Fernando Quiñones
- 1984: Cronaca sentimentale in rosso (Crónica sentimental en rojo) di Francisco González Ledesma
  - La guerra del Wolfram di Raúl Guerra Garrido
- 1985: Io, il re (Yo, el rey) di Juan Antonio Vallejo-Nágera
  - Pío XII, la escolta mora y un general sin un ojo di Francisco Umbral
- 1986: No digas que fue un sueño di Terenci Moix
  - La jeringuilla di Pedro Casals
- 1987: In cerca dell'unicorno (En busca del Unicornio) di Juan Eslava Galán
  - El mal amor di Fernando Fernán Gómez
- 1988: Filomeno, a mi pesar di Gonzalo Torrente Ballester
  - El triángulo. Alumna de la libertad di Ricardo de la Cierva
- 1989: Queda la noche di Soledad Puértolas
  - Las hogueras del rey di Pedro Casals

### Anni 1990-1999
- 1990: El manuscrito carmesí di Antonio Gala
  - Il cammino del cuore (El camino del corazón) di Fernando Sánchez Dragó
- 1991: El jinete polaco di Antonio Muñoz Molina
  - Los espejos paralelos di Néstor Luján
- 1992: La prueba del laberinto di Fernando Sánchez Dragó
  - La cruz de Santiago di Eduardo Chamorro
- 1993: Il caporale Lituma sulle Ande (Lituma en los Andes) di Mario Vargas Llosa
  - Il giardino dei dubbi (El jardín de las dudas) di Fernando Savater
- 1994: La cruz de San Andrés di Camilo José Cela
  - El peso de las sombras di Ángeles Caso
- 1995: La mirada del otro di Fernando G. Delgado
  - La fuente de la vida di Lourdes Ortiz Sánchez
- 1996: El desencuentro di Fernando Schwartz
  - Te di la vida entera di Zoé Valdés
- 1997: La tempesta (La tempestad) di Juan Manuel de Prada
  - Mi corazón que baila con espigas di Carmen Rigalt
- 1998: Piccole infamie (Pequeñas infamias) di Carmen Posadas
  - Pura vida di José María Mendiluce
- 1999: Pesche gelate (Melocotones helados) di Espido Freire
  - El egoísta di Nativel Preciado

### Anni 2000-2009
- 2000: Mientras vivimos di Maruja Torres
  - Cuaderno de viaje di Salvador Compán
- 2001: La canzone di Dorotea (La canción de Dorotea) di Rosa Regàs
  - Quel che c'e nel mio cuore (Lo que está en mi corazón) di Marcela Serrano
- 2002: Il giardino della mia amata (El huerto de mi amada) di Alfredo Bryce Echenique
  - Las mujeres que hay en mí di Maria de la Pau Janer
- 2003: Il ballo della Vittoria (El baile de la Victoria) di Antonio Skármeta
  - Gli amanti (El amante albanés) di Susana Fortes
- 2004: Una donna in bilico (Un milagro en equilibrio) di Lucía Etxebarría
  - La vida en el abismo di Ferran Torrent
- 2005: Pasiones Romanas di Maria de la Pau Janer
  - Y de repente un ángel di Jaime Bayly
- 2006: La fortuna di Matilda Turpin (La Fortuna de Matilda Turpin) di Álvaro Pombo
  - En tiempo de prodigios di Marta Rivera de la Cruz
- 2007: Il mondo (El Mundo) di Juan José Millás
  - Villa Diamante di Boris Izaguirre
- 2008: La confraternita della Buona Sorte (La Hermandad de la Buena Suerte) di Fernando Savater
  - L'assassinio come arte poetica (Muerte entre poetas) di Ángela Vallvey
- 2009: Controvento (Contra el viento) di Ángeles Caso
  - La baylarina y el inglés di Emilio Calderón

### Anni 2010-2019
- 2010: Riña de gatos. Madrid, 1936 di Eduardo Mendoza
  - El tiempo mientras tanto di Carmen Amoraga
- 2011: El imperio eres tú di Javier Moro
  - Tiempo de arena di Inma Chacón
- 2012: La marca del meridiano di Lorenzo Silva
  - La vida imaginaria di Mara Torres
- 2013: El cielo ha vuelto di Clara Sánchez
  - El buen hijo di Ángeles González-Sinde
- 2014: Milena o el fémur más bello del mundo di Jorge Zepeda Patterson
  - Mi color favorito es verte di Pilar Eyre
- 2015: Hombres desnudos di Alicia Giménez-Bartlett
  - La isla de Alice di Daniel Sánchez Arévalo
- 2016: Tutto questo ti darò (Todo esto te daré) di Dolores Redondo
  - El asesinato de Sócrates di Marcos Chicot
- 2017: El fuego invisible di Javier Sierra
  - Niebla en Tánger di Cristina López Barrio
- 2018: Iulia. Storia di un'imperatrice (Yo, Julia) di Santiago Posteguillo
  - Un mar violeta oscuro di Ayanta Barilli
- 2019: Terra Alta di Javier Cercas
  - Alegría di Manuel Vilas

### Anni 2020-2029
- 2020: Aquitania di Eva García Sáenz de Urturi[4]
  - Un océano para llegar a ti di Sandra Barneda
- 2021: La Bestia di Carmen Mola[5]
  - Últimos días en Berlín di Paloma Sánchez-Garnica
- 2022: Lejos de Luisiana di Luz Gabás[6]
  - Historias de mujeres casadas di Cristina Campos
- 2023: Las hijas de la criada di Sonsoles Ónega[7]
  - La sangre del padre di Alfonso Goizueta
- 2024: Victoria di Paloma Sánchez-Garnica[8]
  - Fuego en la garganta di Beatriz Serrano